# American Tobacco
Die American Tobacco Company war einer der weltgrößten Hersteller von Tabakprodukten. 
Gegründet wurde das Unternehmen 1890 von James Buchanan Duke durch den Zusammenschluss mehrerer US-amerikanischer Tabakwarenhersteller, darunter Allen and Ginter und Goodwin & Company. Bereits bei der Gründung des Aktienindex Dow Jones Industrial Average im Jahr 1896 war American Tobacco eines von 12 Mitgliedern. Durch die Übernahme von über 200 Konkurrenten, darunter der Lucky Strike Company, erlangte der Konzern eine marktbeherrschende Stellung. Dies führte 1907 schließlich zur Eröffnung eines Verfahrens auf Basis des Sherman Antitrust Act, das 1911 in die Entflechtung des Konzerns mündete. Im Zuge dessen wurde der Anteil am Joint-Venture British American Tobacco veräußert sowie unter anderem die Tochterunternehmen Liggett & Myers Tobacco Company und Lorillard abgespalten.
Aufgrund des zunehmenden Ausbaus von Aktivitäten abseits der Tabakverarbeitung wurde 1986 die Holding American Brands gegründet, die 1997 wiederum in Fortune Brands umbenannt wurde. Diese verkaufte ihre Keimzelle American Tobacco 1994 an die frühere Tochtergesellschaft British American Tobacco (BAT).